# Bob Good
Robert Good, detto Bob (Wilkes-Barre, 11 settembre 1965), è un politico statunitense, membro della Camera dei Rappresentanti per lo stato della Virginia dal 2021 al 2025.

## Biografia
Nato in Pennsylvania e cresciuto in New Jersey, Good si trasferì in Virginia da ragazzo con la famiglia. Dopo aver frequentato la Liberty University, lavorò diciassette anni per Citigroup.
Entrato in politica con il Partito Repubblicano, nel 2020 si candidò alla Camera dei Rappresentanti, sfidando nelle primarie il deputato in carica da un solo mandato Denver Riggleman e riuscì a sconfiggerlo conducendo una campagna elettorale estremamente conservatrice, rimproverando a Riggleman di aver officiato un matrimonio gay. Nelle elezioni generali sconfisse di misura l'avversario democratico ed approdò così al Congresso.

## Vita privata
Good e sua moglie, Tracey, hanno tre figli. Vivono a Evington, in Virginia.